# قائمة الأشخاص المصابين بالفصام
هذه قائمة بأشخاص، سواء كانوا على قيد الحياة أو متوفين، مرفقة بمصادر موثوقة تربطهم بمرض الفصام، إما استنادًا إلى تصريحاتهم العلنية، أو (في حالة الأشخاص المتوفين فقط) تشخيصات معاصرة أو لاحقة لوفاتهم بمرض الفصام. تذكّر أن الفصام مرض تتفاوت شدّته من شخص لآخر.

فيما يتعلق بالتشخيصات اللاحقة للوفاة: يُعتقد أن قلة من الأشخاص المشهورين قد تأثروا بمرض الفصام. وقد تم تشخيص معظم المدرجين في هذه القائمة استنادًا إلى الأدلة الموجودة في كتاباتهم أو من خلال روايات الأشخاص المعاصرين لهم. كما أن الأشخاص الذين عاشوا قبل القرن العشرين قد تكون تشخيصاتهم بالفصام غير مكتملة أو مبنية على افتراضات.

## أ
| - مايكل أبرام - أمريكي حاول قتل جورج هاريسون - جورجيو أنييلي - عضو إيطالي في عائلة أنييلي - سليمان أكتاش - سفاح تركي معروف باسم "قاتل المسامير" - ليونيل ألدريدج - لاعب كرة قدم أمريكي محترف - الأميرة أليس من باتنبرغ ، أميرة بريطانية، والدة الأمير فيليب وحمات الملكة إليزابيث الثانية - إدوارد تشارلز ألاواي - قاتل أمريكي؛ ارتكب مذبحة جامعة ولاية كاليفورنيا، فوليرتون في عام 1976 - لويس ألتوسير - فيلسوف ماركسي فرنسي - جون ألتون - فنان أمريكي - أودري أميس - فنانة بريطانية - جيفري أرينبورج - مطلق النار الكندي للاعب الهوكي براين سميث - أنطونين أرتو - كاتب مسرحي وشاعر وكاتب مقالات وممثل ومخرج مسرحي فرنسي، ومبتكر مسرح القسوة - ألكسندر أستاشيف - القاتل المتسلسل الروسي المعروف باسم "مسمم تشيريمخوفو" - هارون رشيد أسود – أحد أتباع رجل الدين الإسلامي المتطرف أبو حمزة المصري ، أقر بالذنب في محكمة أمريكية بتهمة تقديم الدعم المادي لتنظيم القاعدة - ناثانيال آيرز – موسيقي أمريكي |
| --- |

## ب
| - بارفين بابي – ممثلة وعارضة أزياء هندية (يُزعم) - غلاديس بيرل بيكر – ممثلة أمريكية ووالدة مارلين مونرو - جوزيف بالدي – قاتل متسلسل أمريكي معروف بلقب "زاحف كوينز" - روبرت جون باردو – قاتل أمريكي للممثلة ريبيكا شيفر - ماري بارنز – فنانة وكاتبة إنكليزية - سيد باريت – مغنٍ وعازف غيتار إنكليزي، عضو فرقة بينك فلويد (يُزعم) - كونستانتين باتيوشكوف – شاعر روسي من القرن التاسع عشر - هيرب بوميستر – قاتل متسلسل أمريكي مزعوم - بينغا – موسيقي دوبستيب بريطاني - إستيل بينيت – موسيقية أمريكية، عضو في فرقة ذا رونيتس - مارتي بيرغن – لاعب بيسبول أمريكي وقاتل - ديفيد بيركوفيتز – قاتل متسلسل أمريكي معروف بلقب "ابن سام" - بيتر جوزيف بيس – رجل أمريكي مشرّد - آرثر بيسبو دو روزاريو – فنان برازيلي من فناني "الخارج" (1909–1989) - كات بييلاند – موسيقية أمريكية، عضو في فرقة بيبس إن تويلاند (اضطراب فصامي عاطفي) - نيك بلينكو – رسام وموسيقي بانك بريطاني: مغنٍ، كاتب كلمات، وعازف غيتار في فرقة روديمنتاري بيني (اضطراب فصامي عاطفي) - بادي بولدن – موسيقي جاز أمريكي رائد - أدريان بورلاند – مغنٍ وكاتب أغانٍ إنكليزي، عضو في فرقة ذا ساوند (اضطراب فصامي عاطفي؛ يُزعم) - كلارا بو – ممثلة هوليوودية أمريكية من فترة العشرينيات و"فتاة الإغراء" لتلك الحقبة - تشين براندو – عارضة أزياء فرنسية، ابنة مارلون براندو - ريتشارد بروتيغان – روائي وشاعر وكاتب قصص قصيرة أمريكي - جين "بينتا" بريز (1956–2021) – شاعرة دوب جامايكية، مخرجة مسرحية، ومؤدية - كارل بريندل – فنان ألماني من فناني "الخارج" - ليزلي بيرتشارت – قاتل متسلسل أمريكي - غريغوري آلان بوش – منفّذ إطلاق نار جماعي أمريكي، مرتكب حادثة إطلاق النار في جيفرزتاون سنة 2018 |
| --- |

## ج
| - فرانك كالواي - فنان أمريكي - جاد كابيلجا - ممثلة أسترالية من أصل يوغوسلافي - مايكل كارنيل - مطلق النار الجماعي الأمريكي، مرتكب حادثة إطلاق النار في مدرسة هيث الثانوية عام 1997 - آرون كارتر - مغني أمريكي - توم كافاناغ - لاعب هوكي الجليد الأمريكي - جودي تشامبرلين - ناشطة ومعلمة أمريكية في مجال الناجين من الأمراض النفسية - برايان تشارنلي – فنان بريطاني - ريتشارد تشيس - القاتل المتسلسل الأمريكي المعروف باسم "مصاص دماء ساكرامنتو" - جيمس تشاس - رجل أمريكي توفي أثناء احتجازه لدى الشرطة - كلارنس 13X - زعيم ديني أمريكي - كاميل كلوديل – نحات فرنسي من القرن التاسع عشر - ديفيد كوبلاند - إرهابي بريطاني؛ ارتكب تفجيرات بالقنابل المسمارية في لندن عام 1999 - ألويس كورباز – رسام سويسري - سيزار كريمونيني - مغني وكاتب أغاني إيطالي، عضو في Lùnapop - لوبين كروك – موسيقي إنجليزي (اضطراب الفصام العاطفي) - تيفادار سونتفاري كوسزتكا – رسام مجري - إيزولا كاري - الأمريكية التي حاولت اغتيال مارتن لوثر كينغ جونيور |
| --- |

## د
| - ريتشارد داد - رسام إنجليزي - أندريه دالير - محاولة اغتيال كندي لجان كريتيان - فياتشيسلاف داتسيك - ملاكم روسي محترف - تيري أ. ديفيس - مبرمج كمبيوتر ومدون فيديو أمريكي - باتريشيا ديجان - مدافعة أمريكية عن حقوق ذوي الإعاقة - الأميرة ديوك هي - الأميرة الملكية الكورية - سيليو دياس - لاعب جودو برتغالي - راندال جير دوهيرتي - الابن الإنجليزي لعالم السحر أليستر كراولي - جون دو بونت - المليونير الأمريكي ومدرب المصارعة الذي قتل المصارع ديف شولتز |
| --- |

## هـ
| - إدوارد أينشتاين – ابن الفيزيائي ألبرت أينشتاين - ويل إليوت – كاتب أسترالي - روكي إريكسون - موسيقي روك أمريكي، مؤسس فرقة The 13th Floor Elevators - فريدريك إكسلي - كاتب أمريكي |
| --- |

## ف
| - فرانسيس فارمر - ممثلة هوليوودية أمريكية، تم تشخيصها بشكل مختلف بالفصام والذهان ثنائي القطب واضطراب الشخصية المنقسمة والاكتئاب - بافيل فيدوتوف – رسام روسي من القرن التاسع عشر - شولاميث فايرستون - ناشطة نسوية راديكالية كندية أمريكية - الرجل البري فيشر - موسيقي أمريكي، تم تشخيصه بالفصام البارانويدي والاضطراب ثنائي القطب - زيلدا فيتزجيرالد - الزوجة الأمريكية للكاتب إف. سكوت فيتزجيرالد ؛ كاتبة وراقصة وفنانة - إيرين فليمنج - الممثلة الكندية ورفيقة غروشو ماركس - جانيت فريم – مؤلفة من نيوزيلندا - جاكسون سي فرانك - موسيقي شعبي أمريكي - ليونارد روي فرانك - ناشط أمريكي في مجال حقوق الإنسان - فريدريك فريز - عالم نفس أمريكي |
| --- |

## ج
| - يوجين جابريتشيفسكي – رسام وعالم أحياء دقيقة روسي - جو جالو - رجل عصابات أمريكي - تيد جارديستاد - موسيقي سويدي (شارك في مسابقة يوروفيجن 1979 ) - ثيودور جارمان - رسام إنجليزي - مارتن جارات - لاعب كرة قدم إنجليزي محترف - إد جين – قاتل أمريكي وخاطف جثث - رباعيات جينين - رباعيات أمريكية أصيب جميعها بالفصام - ويليم فان جينك - رسام وفنان جرافيكي هولندي - جيم جوردون - عازف طبول أمريكي، عضو في فرقة ديريك آند ذا دومينوز ؛ قتل والدته - بول جوش – فنان ومهندس معماري ألماني - بيتر جرين - مغني وكاتب أغاني إنجليزي ( فليتوود ماك ) - جوان جرينبيرج - مؤلفة وعالمة أنثروبولوجيا أمريكية - كين غرايمز - فنان أمريكي |
| --- |

## ح
| - حمد الحجي – شاعر سعودي - ويل هول – مدافع أمريكي عن الصحة العقلية - داريل هاموند - ممثل كوميدي أمريكي، وممثل في برنامج Saturday Night Live - توم هاريل - عازف بوق جاز أمريكي، وعازف فلوجلهورن، وملحن، ومنظم - جوزيف حاسيد - عازف كمان بولندي - دوني هاثاواي - مغني السول وكاتب الأغاني الأمريكي - إيما هاوك - فنانة ألمانية من خارج البلاد - مايكل هوكينز - ممثل أمريكي؛ تم تشخيصه بالفصام والاضطراب ثنائي القطب - لوك هيلدر - مفجر الأنابيب في الغرب الأوسط (اضطراب الفصام العاطفي) - ديفيد هيلفجوت – عازف بيانو أسترالي ( اضطراب الفصام العاطفي ) - اللورد نيكولاس هيرفي - أرستقراطي بريطاني وناشط سياسي - جون هينكلي جونيور – قاتل أمريكي فاشل لرونالد ريغان - سيغريد هجيرتين – رسامة سويدية - فريدريش هولدرلين - شاعر وفيلسوف ألماني - HR – موسيقي أمريكي ومغني فرقة Bad Brains - أديل هوجو - ابنة الكاتب الفرنسي فيكتور هوجو ؛ تُروى قصتها في فيلم قصة أديل هوجو. - ستيفن هوس - موسيقي كندي، عضو في فرقة Psyche |
| --- |

## ج
| - مريم جميلة - مؤلفة أمريكية باكستانية - توبسي جين - ممثلة بريطانية - جيل جانوس - مغنية أمريكية، المغنية الرئيسية لفرقة هانتريس - دانيال جونستون – فنان وموسيقي أمريكي - لوسيا جويس - راقصة أيرلندية محترفة، ابنة جيمس جويس ونورا بارناكل |
| --- |

## ك
| - أونو كايلاس – شاعر فنلندي - فيكتور كاندنسكي - طبيب نفسي روسي - كاثي كيربي - مغنية إنجليزية - أغسطس كلوتز - فنان ألماني من الخارج - يوهان كنوبفر - فنان ألماني خارجي - ماريج كوجوج – ملحن سلوفيني - ويليام كولاكوسكي - فنان أمريكي وعالم رياضيات ترفيهي - آرون كوزمينسكي - مصفف شعر بولندي ومشتبه به في قضية جاك السفاح - رونالد كراي - رجل عصابات إنجليزي بارز خلال الخمسينيات والستينيات - ويليام كوريليك - فنان وكاتب كندي - بيوتر كوزنيتسوف - زعيم الطائفة الروسية |
| --- |

## ل
| - فيرونيكا ليك - ممثلة هوليوودية أمريكية في الأربعينيات - توني لامادريد - موضوع دراسة بحثية أمريكية - ساشا لين - ممثلة أمريكية (اضطراب الفصام العاطفي) - مايكل لودور - خريج أمريكي من كلية الحقوق بجامعة ييل ، موضوع فيلم مخطط له من إخراج رون هوارد ؛ قتل خطيبته لاحقًا - جاكوب لينز - كاتب ألماني من حركة العاصفة والاندفاع في القرن الثامن عشر - يوهان ليف - شاعر إستوني - جيك لويد - ممثل أمريكي متقاعد لعب دور أنكين سكاي ووكر في حرب النجوم: الحلقة الأولى - التهديد الشبح - إلفريدي لوهس-واشتلر – رسامة ألمانية رائدة - جاريد لي لوفنر - مرتكب حادثة إطلاق النار في توسون عام 2011 |
| --- |

## م
| - تشارلز مانسون - مجرم أمريكي وزعيم طائفة وموسيقي روك شعبي - أوستن ماردون - عالم كندي - أغنيس مارتن - رسامة تجريدية كندية أمريكية - جيمس تيلي ماثيوز - تاجر بريطاني - روفوس ماي – عالم نفس سريري بريطاني - ماري فرجينيا ماكورميك - فاعلة خير أمريكية - أنجوس ماكفي - فنان اسكتلندي من الخارج - جو ميك - منتج تسجيلات وكاتب أغاني إنجليزي - شارل ميريون – فنان فرنسي - مايو ميثوت - ممثلة أمريكية - ويليام تشيستر ماينور – قاتل أمريكي ومساهم في قاموس أكسفورد الإنجليزي - ماريو ميراندا - ملاكم محترف كولومبي - بيتر موغ - فنان ألماني من الخارج - ويليام لويس مور - ناشط أمريكي في مجال الحقوق المدنية - أناتولي موسكفين - عالم لغوي وعالم لغة وسارق قبور روسي - بوب موزلي - موسيقي أمريكي، عضو فرقة موبي جريب - أودري مونسون - عارضة أزياء وممثلة أفلام أمريكية، "أول عارضة أزياء أمريكية" |
| --- |

## ن
| - ناديوسكا - عارضة أزياء وممثلة ألمانية - جون ناش - عالم اقتصاد ورياضيات أمريكي وحائز على جائزة نوبل في العلوم الاقتصادية - أغسطس ناتيرر – رسام ألماني - إميل نيليجان – شاعر كندي فرنسي - نيل نيفيو - ممثل وكاتب أمريكي - فاسلاف نيجينسكي – راقص باليه ومصمم رقصات روسي - جوزيف نتشونجوانا – لاعب الرجبي الجنوب أفريقي والقاتل المتسلسل |
| --- |

## اوه
| - مايكل أوهير - ممثل أمريكي، عانى من الأوهام والهلوسة - جون أوجدون – عازف بيانو وملحن إنجليزي - عدنان أوكتار - زعيم طائفة تركية وواعظ تلفزيوني مسلم - أولد ديرتي باستارد – مغني راب أمريكي، أحد الأعضاء المؤسسين لفرقة وو تانغ كلان - فيكتور أورث - فنان خارجي - جيريمي أوكسلي – موسيقي أسترالي وعضو فرقة Sunnyboys |
| --- |

## بي
| - PO - مغني راب ومغني وممثل كوري جنوبي - بيتي بيج – عارضة أزياء أمريكية - روف بيرسفول - مجرم أمريكي - مايكل بيترسون - متصفح أسترالي - روبرت م. بيرسيج – كاتب وفيلسوف أمريكي - صوفي بودولسكي - شاعرة وفنانة جرافيكية بلجيكية - فرانز بول - فنان ألماني من الخارج - خيو بوناري - الزوجة الأولى للرئيس بول بوت في كمبوديا - باد باول – عازف بيانو الجاز الأمريكي |
| --- |

## ر
| - دارين ريني - سجين أمريكي توفي في مؤسسة دايد الإصلاحية بعد أن تركه حراس السجن في دش ساخن لمدة ساعتين - مارتن راميريز - فنان مكسيكي أمريكي علم نفسه بنفسه - جوي رامون – المغني الرئيسي للفرقة الأمريكية رامونز - كورنيليا راو - معتقلة ألمانية أسترالية غير شرعية - مارغريت ماري راي - الملاحقة الأمريكية لمقدم البرامج الحوارية ديفيد ليترمان ورائد الفضاء ستوري ماسجريف - إليانور ريس - مريضة أمريكية ومدعية دعوى قضائية - بيتر روبنز - ممثل أمريكي ووسيط عقارات، الصوت الأصلي لتشارلي براون - رويال روبرتسون – فنان أمريكي من الخارج - جون راسل، إيرل راسل الرابع - نبيل بريطاني، ابن برتراند ودورا راسل - كاثرين روتليدج – عالمة آثار بريطانية |
| --- |

## س
| - إلين ساكس - أستاذة قانون أمريكية وكاتبة/باحثة في مجال الفصام - هشام السيد - لوري شيلر – كاتبة أمريكية - هوارد شونفيلد – لاعب تنس أمريكي - دانييل بول شرايبر - قاضٍ ألماني وكاتب ومريض بارز لفرويد - إنغو شويتشتنبرج - عازف طبول ألماني لفرقة باور ميتال هالوين - شوكا – مغني راب بريطاني ومدافع عن الصحة العقلية - فاشيشتا نارايان سينغ – أكاديمي هندي - أوليفر سيبل - محارب أمريكي مخضرم ومتدخل في محاولة اغتيال جيرالد فورد - مارغريت سيرفينز – فنانة نسيج فرنسية - كريج سميث – موسيقي أمريكي - فاليري سولاناس - نسوية أمريكية راديكالية حاولت قتل الفنان آندي وارهول - سكيب سبنس - موسيقي أمريكي من مواليد كندا، عضو فرقة موبي جريب - نانسي سبونجن - أيقونة البانك الأمريكية وصديقة عازف الجيتار باس فرقة Sex Pistols سيد فيشوس - سون هونغ ري – عالم فيزياء فلكية كوري أمريكي |
| --- |

## ت
| - تاكاشي تاتشيبانا – ناشط اجتماعي وسياسي ياباني - طلال – ملك الأردن (لمدة عام) - إيمانويل تارديف – مخرج أفلام كندي؛ قتل والدته - ماكنزي تايلور - كوميدي بريطاني وكاتب ومخرج (اضطراب الفصام العاطفي) - كيلي توماس - مواطن أمريكي تعرض للضرب حتى الموت على يد الشرطة، ولم يُعاقب على قتله. - أندرو تولز – لاعب بيسبول أمريكي |
| --- |

## يو
| موريس أوتريلو – رسام فرنسي |
| -------------------------- |

## في
| - لوري فييتا - شاعرة ومؤلفة فنلندية - مارك فونيجوت - كاتب مذكرات أمريكي، وطبيب أطفال، وابن المؤلف كورت فونيجوت - لارك فورهيس – ممثلة أمريكية ( أنقذها الجرس ؛ اضطراب الفصام العاطفي) |
| --- |

## و
| - لويس واين – فنان بريطاني - ووكي – مغني راب روسي - روبرت والسر - مؤلف سويسري، تم تشخيصه بالفصام الجامد - إسمي ويجون وانج ‏ – كاتبة أمريكية (اضطراب الفصام العاطفي) - آبي فاربورغ - مؤرخ فني ألماني ومنظر ثقافي، تم تشخيصه بالفصام والاضطراب ثنائي القطب - بوتش وارن – عازف جاز أمريكي على آلة الكونترباس - ميلفين واي ‏ – فنان شعبي أمريكي - هانا وينر - شاعرة أمريكية " مستنيرة " - روبيسون ويلز – روائي ومدون أمريكي - دانييلا ويستبروك ‏ – ممثلة إنجليزية ( إيست إندرز ) - كارل ماريا فيليجوت - جنرال قوات الأمن الخاصة النمساوي وعالم غامض - رون ويليمز – لاعب كرة قدم هولندي - ويسلي ويليس – موسيقي وفنان أمريكي - ستيفان فيلمنت - مجرم بولندي اغتال رئيس بلدية غدانسك في عام 2019 - بريان ويلسون - موسيقي ومغني وكاتب أغاني ومنتج تسجيلات أمريكي شارك في تأسيس فرقة بيتش بويز ( اضطراب الفصام العاطفي ) - أدولف وولفلي ‏ – رسام سويسري - لويس وولفسون – كاتب أمريكي |
| --- |

## ي
| لولا يونغ - مغنية وكاتبة أغاني بريطانية (اضطراب الفصام العاطفي) |
| --------------------------------------------------------------- |

## ز
| - ديفيد زانكاي – فنان شوارع كندي - كارلو زينيلي – فنان إيطالي من الخارج - يونيكا زورن – فنانة ألمانية |
| --- |